# Wiz Khalifa
Cameron Jibril Thomaz (Minot, Dakota del Norte; 8 de septiembre de 1987), conocido por su nombre artístico Wiz Khalifa, es un rapero estadounidense.
Realizó su debut con el álbum Show and Prove, en 2006, lo que le llevó a firmar por la Warner Bros. Records en 2007. Wiz Khalifa lanzó su segundo álbum Deal or No Deal, en noviembre de 2009. En 2011 se publicó su tercer álbum, Rolling Papers, que cuenta con los sencillos: "Black and Yellow", "Roll Up", "On My Level" y "No Sleep". Su cuarto disco, O.N.I.F.C., salió el 4 de octubre de 2012. Y su último álbum, Blacc Hollywood, salió el 18 de agosto de 2014, cuenta con canciones como "We dem boyz", "Promises" y "So high". También es conocido por escribir, producir e interpretar «See you Again» junto a Charlie Puth, la cual alcanzó un gran éxito y aunque más tarde sería superada, consiguió en 2017 ser la canción con más visitas de YouTube y actualmente tiene más de 5 000 millones de visitas en la plataforma nombrada anteriormente..
Su nombre artístico es una mezcla entre “Wiz”, una abreviatura de Wisdom, que significa “Sabiduría”, y "Khalifa", que significa "Sucesor" en árabe. Esto se debe a que su abuela era musulmana y de pequeño solía llamarle "Young wiz" debido a que le consideraba muy inteligente. Es por eso que también se le conoce como “Young Khalifa”.

## Estilo e influencias
Wiz Khalifa incluye a Camp Lo, Notorious B.I.G. y Bone Thugs-N-Harmony entre sus influencias.

## Biografía
Cameron Jibril Thomaz nació el 8 de septiembre de 1987 en Minot, Dakota del Norte; esto debido a que sus padres servían en el ejército de los Estados Unidos.Finalmente se divorciaron cuando él tenía 3 años de edad. Durante su infancia, vivió en Reino Unido, Japón y Alemania, hasta que se asentaron en Pittsburgh, Pensilvania; la cual considera su ciudad, donde asistió al Taylor Allderdice High School.

## Carrera musical

### 2005-2008: primeros mixtapes yShow and Prove
El presidente de Rostrum Records Benjy Grinberg oyó por primera vez acerca de Wiz Khalifa en 2004, cuando la contribución de Wiz a un mixtape de artistas de Pittsburgh atrajo su interés. Cuando Benjy habló por primera vez con el artista, que por entonces tenía 16 años supo desde el principio que quería trabajar con él, como después contaría en una estrevista a HitQuarters: "Incluso entonces que todavía no estaba todo lo desarrollado que está ahora se podía distinguir que era un diamante en bruto". Khalifa firmó por esa discográfica y poco después empezó 7 años de desarrollo artístico. Wiz lanzó su primer mixtape, Prince of the city: Welcome to pistolvania en 2005. Más tarde en 2006 sacaría su primer álbum de estudio: Show and prove. Después de esto la revista Rolling Stone lo declararía artista a vigilar.
En 2007 firmó por Warner Bros. Records y realizó dos mixtapes para Rostrum Records: Grow Season lanzado el 4 de julio de 2007 y Prince of the city 2 lanzado el 20 de noviembre de 2007. Su single de debut con Warner Bros. "Say Yeah" alcanzó el número 25 en la lista de Billboard Rhythmic Top 40. Más tarde sacaria los mixtapes Star Power en septiembre de 2008 y Flight School en abril del 2009.
En julio de 2009 Wiz se separó de Warner Bros. Records tras numerosos retrasos en el que se suponía que iba a ser su primer álbum con la discográfica. En una entrevista para Pittsburgh Post-Gazette dijo: "Aprendí mucho durante mi tiempo allí y me ayudó a madurar como artista". El 31 de julio anunció que su relación con Warner Bros había terminado.
Tras fichar por Atlantic Records, el 14 de septiembre de 2010 publica el sencillo Black and Yellow, lanzado como sencillo principal de su tercer álbum de estudio, Rolling Papers, estrenado el 29 de marzo de 2011 y con el que debuta en el segundo puesto de la lista Billboard 200 en Estados Unidos. El álbum contó con apariciones especiales de Too $hort, Curren$y y Chevy Woods. El tema Black and Yellow fue escrito por el propio Khalifa como homenaje a su ciudad natal, Pittsburgh, y el título hace referencia a los colores del principal equipo de la ciudad.

## Discografía
Álbumes de estudio
En solitario:
- Show and Prove (2006)
- Prince Of The City 2 (2007)
- Deal or No Deal (2009)
- Flight School (2009)
- Kush & Orange Juice (2010)
- Cabin Fever (2011)
- Rolling Papers (2011)
- O.N.I.F.C. (2012)
- 28 Grams (2014)
- Blacc Hollywood (2014)
- KHALIFA (2016)]] (2017)
- Laugh Now, Fly Later (2017)
- Rolling Papers 2 (2018)
- ‘’2009’’ (2019)

Álbumes de colaboración
- Mac & Devin Go to High School (con Snoop Dogg) (2011)
- Live In Concert (con Curren$y) (2013)
- We Own It del disco deFast & Furious 6 Soundtrack (con 2 Chainz) (2013)
- Furious 7 (banda sonora)
- WWE 2k15 Soundtrack

## Filmografía
| Televisión    | Televisión                      | Televisión      | Televisión                              |
| Año           | Título                          | Personaje       | Notas                                   |
| ------------- | ------------------------------- | --------------- | --------------------------------------- |
| 2011          | Late Show with David Letterman  | Él mismo        | Invitado Musical                        |
| 2011          | Jimmy Kimmel Live!              | Él mismo        | Invitado Musical                        |
| 2011          | Late Night with Jimmy Fallon    | Él mismo        | Invitado Musical                        |
| 2012          | Master of the Mix               | Él mismo        | Invitado Musical                        |
| 2012          | Punk'd                          | Él mismo        | Temporada 9, Episodio 12                |
| 2012          | This Is How I Made It           | Él mismo        | Temporada 1, Episodio 9                 |
| 2012          | Mac & Devin Go to High School   | Devin           |                                         |
| 2012          | Ridiculousness                  | Él mismo        | Temporada 2, Episodio 11                |
| 2014          | The Eric Andre Show             | Él mismo        | Episodio: "Wiz Khalifa; Aubrey Peeples" |
| 2016          | American Dad!                   | Mateo (voz)     | Episodio: "Bahama Mama"                 |
| 2017          | Demi Lovato: Simply Complicated | Él mismo        | Documental                              |
| 2019-2021     | Dickinson                       | Muerte          | 6 episodios                             |
| 2020-presente | Duncanville                     | Mr. Mitch (voz) | Papel recurrente                        |
| 2021          | The Masked Singer               | Camaleón        | Temporada 5                             |